# Ascobolus mancus
Ascobolus mancus är en svampart som först beskrevs av Rehm, och fick sitt nu gällande namn av Johannes van Brummelen 1967. Ascobolus mancus ingår i släktet Ascobolus och familjen Ascobolaceae.   Inga underarter finns listade i Catalogue of Life.